# بخش میدلبری (ناکس کانتی، اوهایو)
بخش میدلبری (به انگلیسی: Middlebury Township) یک منطقهٔ مسکونی در ایالات متحده آمریکا است که در شهرستان ناکس، اوهایو واقع شده‌است.
 بخش میدلبری ۵۴٫۲ کیلومتر مربع مساحت و ۱٬۲۷۸ نفر جمعیت دارد و ۳۴۴ متر بالاتر از سطح دریا واقع شده‌است.